# Jens Peter Odmar
Jens Peter Jacob Odmar (2. november 1896 – 1978) var en dansk politikommissær i kriminalpolitiets afd. D.
Under den tyske besættelse samarbejdede han med besættelsesmagten og stod for udleveringen af flere personer, der senere omkom i koncentrationslejrene.
Tyskerne afleverede en liste med ca. 50 personer, de ønskede anholdt (kommunister). Landsretssagfører Carl Madsen har bevist, at det var Odmar, der sørgede for, at politiet arresterede 269 danske borgere.
Efter krigen hævdede Odmar, at han var frihedskæmper, mens andre mener, at han var landsforræder.

## Reference
1. ↑  [//da.wikipedia.org/w/index.php?title=Wikipedia:Artikler_med_d%C3%B8de_eksterne_henvisninger&dwl=http://www.imodnazi.dk/haandslag/haandslag_pdf/2006/01-2006.pdf Webside ikke længere tilgængelig], Søg i webarkiv:  [http://wayback.web.archive.org/web/*/http://www.imodnazi.dk/haandslag/haandslag_pdf/2006/01-2006.pdf Notits på side 28]